# Zilda Paim
Zilda Paim (Santo Amaro da Purificação, 03 de agosto de 1919 — Salvador, 22 de abril de 2013) foi uma educadora, historiadora, folclorista e pintora brasileira, ex-vereadora de sua cidade natal. Foi uma dos maiores especialistas brasileiras em maculelê.

## Biografia
Seu gosto por história iniciou-se quando encontrou no baú do pai um livro raro que havia pertencido ao Barão de Vila Viçosa. "Desde esse dia, fui tomando gosto por papel velho e fiquei maluca por isso”. Iniciou-se, também, sua curiosidade pela história de Santo Amaro da Purificação. "Sempre tive curiosidade sobre as coisas da minha terra. Passei a vida inteira ouvindo sobre a história de outros lugares e sentia ciúme disso. Então comecei a recolher informações sobre Santo Amaro somente por garbo meu". Passou a anotar e catalogar, nesse momento, acontecimentos cotidianos santamarenses.
Tornou-se professora, profissão que exerceu por mais de cinquenta anos. Já no início de sua carreira, convidava praticantes de maculelê e capoeira para apresentarem-se em suas salas de aula e ensinarem seus alunos, havendo sido avant-garde (vanguarda) nesse sentido. Por essas aulas de folclore foi criticada, tendo de cancelá-las. Apesar do conservadorismo que enfrentou, foi diretora acadêmica por dezoito anos.
Foi nesse cargo, para um desfile escolar, que realizou sua primeira pintura, um quadro com a prefeitura e a igreja matriz de Santo Amaro. Tal gravura está em exposição em Nova Iorque. Desde então, pintou mais de duzentas telas. "Eu não entrei para a faculdade, eu não fiz curso de Belas Artes. Mas, um dia entendi que devia pintar".
Também não frequentou a faculdade de história. Foi autodidata. Seu primeiro livro foi sobre o maculelê, dança da qual é especialista de renome internacional. “Relicário Popular” foi editado com seus próprios fundos. Seu segundo livro, “Isto é Santo Amaro”, trata da história do município desde que passou a ser habitado pelo homem-branco, em meados do século XVI (16). Narra, também, episódios como a Independência da Bahia e o envolvimento dos santamarenses na Guerra do Paraguai.
Um memorial na cidade foi batizado em sua homenagem no governo de Genebaldo Correia, e tinha um invejável acervo sobre a história de Santo Amaro com documentos dos séculos XIX (19) e XX (20), com um acervo de mais de mil fotografias e uma coleção de relatórios da prefeitura desde o ano de 1893. Infelizmente o projeto do memorial não foi levado adiante.
Foi a primeira mulher a ser vereadora na cidade de Santo Amaro da Purificação, reeleita por três vezes. Também foi presidente da Comarca entre 1980 e 1982.
Recebia visitas diárias de curiosos sobre a história santamarense, a quem transmitia seu conhecimento. 
Passou seus últimos anos de vida lutando para reativar o memorial e ter uma sede para expor seu acervo, um local dedicado à história da cidade.
Zilda Paim morreu em Salvador, aos 93 anos, às 10h da manhã do dia 22 de abril de 2013, por falência múltipla dos órgãos, no Hospital Português, onde estava internada há quase um mês.
É, ainda, um dos personagens mais venerados da cidade, ao lado de Dra Elvira (falecida), dona Canô (falecida) e seus filhos.

## Obras
- PAIM, Zilda. Relicário Popular. Secretaria da Cultura e Turismo. Salvador: Empresa Gráfica da Bahia, 1999. ISBN 85-86485-78-0
- PAIM, Zilda. Isto é Santo Amaro. Salvador: Academia de Letras, 2005.